# Vraćevšnica
Vraćevšnica (en serbe cyrillique : Враћевшница) est un village de Serbie situé dans la municipalité de Gornji Milanovac, district de Moravica. Au recensement de 2011, il comptait 85 habitants.

## Histoire
À côté du village se trouve le monastère de Vraćevšnica, dont l'église, dédiée à saint Georges, a été construite par Radič Postupović en 1428-1429. En 1812, Karageorges y a réuni l'assemblée nationale du pays pour lui communiquer les clauses du traité de Bucarest. En 1819, le prince Miloš Obrenović y a fait enterrer sa mère Višnja et, en 1825, il y a fait construire un konak et un mémorial. L'église a été restaurée en 1860.

## Démographie
| 1948 | 1953 | 1961 | 1971 | 1981 | 1991 | 2002 | 2011 |
| ---- | ---- | ---- | ---- | ---- | ---- | ---- | ---- |
| 101  | 130  | 132  | 133  | 151  | 117  | 150  | 85   |

|  |